# Pythonを使っている製品あるいはソフトウェアの一覧
プログラミング言語Pythonは、産業界・学術界などにおいて、多くの人によって幅広い目的で使われている。この一覧では、Pythonで書かれたソフトウェア、Pythonを内部に組み込んでいるソフトウェア、Pythonに対応した統合開発環境、などのうち比較的有名なものを示す。

## 統合開発環境
- Boa Constructor - クラスプラットフォームのPython開発用IDE
- EasyEclipse - Pythonやその他の言語のためのIDE
- Eric Python IDE - PythonとRubyのためのIDE
- Geany - Pythonやその他の言語のためのIDE
- Komodo IDE - Python, Perl, PHP, RubyのためのIDE
- PIDA - Pythonで書かれたIDE。他のテキストエディタを組み込める
- PyCharm - Python開発用のプロプライエタリなIDE
- Pydev - EclipseをPythonの開発環境にするためのプラグイン
- PyScripter - Windows用のPython開発用IDE
- Python Tools for Visual Studio - Visual Studio用のプラグイン
- Stani's Python Editor - Python開発用のクロスプラットフォームのIDE
- Webware for Python - Webベースのアプリケーションを開発するためのツールスイート
- Wing IDE - Python用IDE

## アプリケーション
- Anaconda - Red Hat Linux, Fedora LinuxのGUIインストーラ
- Anki - 出題頻度を自動調整する暗記カードソフトウェア
- Bazaar - オープンソースの分散型バージョン管理システム
- BitTorrent - BitTorrentのオリジナルクライアント
- Blender - 3DCG、アニメーション、ゲーム製作用環境
- Bruce - プレゼンテーションツール
- Buildbot - 継続的インテグレーション (CI) ツール
- Calibre - オープンソースの電子書籍管理ツール
- Chandler - カレンダー、電子メール、タスク管理、メモをサポートするPIM
- Codeville - 分散型バージョン管理システム
- Decibel Audio Player - オーディオプレイヤ
- Deluge - GNOME用BitTorrentクライアント
- Discord-slack形式のゲーム用VCアプリ
- Dogtail - GUIテストツール
- Dropbox - クラウド型ファイル保存サービス
- emesene - Windows Live Messengerを代替する
- Exaile - 音楽プレーヤ
- FreeIPA - セキュリティ情報管理ソフトウェア
- Frida - クローズドなアプリの内部解析やメモリ解析を行うソフトウェア
- Gajim - XMPPプロトコルによるインスタントメッセージングクライント
- GRAMPS - 系譜学ソフトウェア
- Gwibber - マイクロブログクライアント
- Juice - Podcastダウンローダ
- Listen - 音楽プレーヤ
- Mercurial - 分散型バージョン管理システム
- Miro - クロスプラットフォームのインターネットテレビアプリケーション
- Morpheus - StreamCast Network社により運営されるファイル共有ソフトウェア
- MusicBrainz Picard - クロスプラットフォームのMusicBrainzタグエディタ
- MyPaint (en) - ペイントソフト
- OpenLP
- OpenOffice.org
- OpenShot Video Editor
- OpenStack - クラウドコンピューティングIaaSプラットフォーム
- OpenTeacher - オープンソースの語彙練習アプリケーション
- p2ptube - 動画をインターネットにストリーミングするソフトウェア
- PiTiVi - ノンリニア動画編集システム
- Pootle - Webベースの翻訳支援ツール
- Portage - Gengoo Linuxのパッケージ管理システム
- PySol - ソリティアゲーム集
- Quake Army Knife - Quake Engineの3Dマップを製作する環境
- Quod Libet - 音楽プレーヤ、タグエディタ、ライブラリ管理
- Ren'Py - ビジュアルノベルエンジン
- Resolver One - スプレッドシート
- SABnzbd - Usenetバイナリダウンローダ
- Sage - 線形代数・数値計算・組合せ数学・微分積分などをサポートする巨大な数学環境。100以上のフリーソフトウェアプロジェクトを統合している
- SCons - ソフトウェアビルドツール
- Scribus - オープンソースのDTPソフトウェア
- Shade - 3DCGソフトウェア
- Sine - VoIP
- Skencil - ベクトル画像エディタ
- SpamBayes - 単純ベイズモデルによるスパムメールフィルタ
- Tryton - ERPシステムを構築するための三層アーキテクチャ高レベル多目的アプリケーションプラットフォーム
- Ubuntu Software Center - Ubuntu 9.10以降に搭載されているグラフィカルなパッケージマネージャ
- virt-manager - 仮想機械管理ツール
- Vue - 3D景観ソフトウェア
- Wammu - 携帯電話管理ユーティリティ
- Wicd - Linux用ネットワークマネージャ
- WikidPad - Wiki的な仕組みを持つアウトラインプロセッサ
- YUM - RPM互換のLinux OS用パッケージ管理ユーティリティ
- XenMan - GUIをもつXenの管理ツール
- 朔 - P2P掲示板システム

## Webアプリケーション
- OpenERP - 包括的なビジネス用アプリケーション
- ERP5 - オープンソースのERP, CRMソフトウェア
- GNU Mailman - 最も有名なメーリングリスト管理用パッケージの1つ
- MoinMoin - 有名なWikiエンジン
- MootiroForm - オープンソースのフォーム生成ソフトウェア
- Planet - フィードアグリゲータ
- Plone - 強力なコンテンツ管理システム
- PyBlosxom - ブログソフトウェア
- Roundup - バグトラッキングシステム
- ViewVC - CVSとSubversionのリポジトリを閲覧するためのWebベースのインタフェース
- Trac - Webベースのソフトウェアプロジェクト管理ツール（バグトラッキング・Wiki・バージョン管理フロントエンド）
- Python Shell - Google Chrome で動作するPythonシェル
- Flat Space - ブラウザ上でプロジェクト管理ができるSNS

## ビデオゲーム
- Bridge Commander [要出典]
- CardWirthPy - CardWirthのゲームエンジンの一種。
- シヴィライゼーション4 - 多くの処理にPythonを使用している
- バトルフィールド2 - 全てのアドオンと多くの機能でPythonを使用している[1]
- バトルフィールド2142
- トゥーンタウン・オンライン - Pythonで作られている。グラフィクスに Panda3D を使用。
- EVE ONLINE - 宇宙を舞台としたMMORPG。Stackless Pythonを使用している
- Freedom Force [要出典]
- Frets on Fire - PythonとPygameで製作されている
- The Temple of Elemental Evil
- Vega Strike - オープンソースの宇宙シミュレーションゲーム
- Jewel Quest 5 - Stackless Pythonを使用している [要出典]
- World of Tanks - 大部分の処理にPythonを使用している[要出典]

## Webフレームワーク
- CherryPy - オブジェクト指向のWebアプリケーションサーバおよびフレームワーク
- Django - MVC Webフレームワーク
- Flask - モダンで軽量なWebフレームワーク
- Google App Engine - GoogleのデータセンターでWebアプリケーションをホスティングするプラットフォーム
- Pylons - 柔軟性と俊敏な開発を強調した軽量なWebフレームワーク
- Quixote - Webアプリケーション開発用フレームワーク
- Topsite Templating System
- TurboGears - Pylons, SQLAlchemy, Genshi を組み合わせたWebフレームワーク
- web2py - フルスタックの業務用Webアプリケーションフレームワーク
- Zope - 主にコンテンツ管理システムを作るためのアプリケーションサーバ

## グラフィクスフレームワーク
- Pygame - SDLのPython用バインディング
- Pyglet - クロスプラットフォームのPython用ウインドウ作成/マルチメディアライブラリ
- Panda3D - Python用3Dゲームエンジン
- Python Imaging Library - 画像を扱うためのライブラリ
- Python-Ogre - OGRE 3D engine用のPythonバインディング
- Soya3D - Python用の高レベル3Dゲームエンジン
- Python Irrlicht - Irrlicht Engine用のPythonバインディング
- PyCUDA - Nvidia CUDAのPython用バインディング

## GUIフレームワーク
- PyGTK - GTK+を使用したクロスプラットフォームのGUIライブラリ
- PyQt - Qtを使用したクロスプラットフォームのGUIライブラリ
- PySide - PyQtの代替となるライブラリ
- wxPython - GUIライブラリ wxWidgets のPython用バインディング
- PyObjC - Mac OS XのアプリケーションをPythonで書くための、PythonとObjective-Cを結ぶブリッジ
- Sugar - OLPC XO-1などの教育用パーソナルコンピュータ向けのデスクトップ環境

## 科学パッケージ
- Biopython (en:Biopython) - 分子生物学用スイート
- graph-tool (en:graph-tool) - グラフの操作および統計解析
- NetworkX (en:NetworkX) - 複雑ネットワークを作成・操作・研究するためのパッケージ
- SciPy - 科学計算・数値計算ライブラリ
- scikit-image - 科学用画像操作ライブラリ
- scikit-learn (en:Scikit-learn) - 機械学習ライブラリ
- statsmodels - 統計学ライブラリ
- Mlpy (en:Mlpy) - 機械学習ライブラリ
- SimPy (en:SimPy) - 離散事象シミュレーションパッケージ
- stsci python (en:stsci python) - StScIにより開発された宇宙データ解析基盤のPythonルーチンおよびC拡張
- Veusz - 科学プロットライブラリ
- VisTrails (en:VisTrails)
- p4vasp - Vienna Ab initio Simulation Package (VASP) 用可視化スイート
- Pandas (en:Pandas) - データ解析用のデータ構造を提供するライブラリ

## 数学ライブラリ
- Matplotlib - MATLABライクなグラフ生成ライブラリ
- NumPy - 巨大な多次元配列や行列を高速に扱うための数値計算モジュール
- PyIMSL Studio - IMSL Numerical Librariesを含む
- Sage - 線形代数・数値計算・組合せ数学・微分積分などをサポートする巨大な数学環境。100以上のフリーソフトウェアプロジェクトを統合している
- SymPy - 計算機代数ライブラリ

## 開発パッケージ
- Cheetah - テンプレートエンジン
- gevent - コルーチンベースのネットワークライブラリ
- IPython - Python用の強力なシェル
- Jinja - テンプレートエンジン。Djangoのテンプレートエンジンに影響を受けている
- mod python - Pythonスクリプトを実行するためのApacheモジュール
- PYthon Remote Objects - 分散オブジェクト技術
- PyObjC - Mac OS XのアプリケーションをPythonで書くための、PythonとObjective-Cを結ぶブリッジ
- reStructuredText - 文章を書くための軽量マークアップ言語。Docutilsのコンポーネント
- Sphinx - reStructuredTextでドキュメントを記述する環境。WebページやPDFとして出力できる。
- Twisted - ネットワークプログラミングフレームワーク
- VPython - 3次元視覚化用ライブラリ

## Pythonをスクリプト環境として組み込んでいるもの
- Abaqus - 有限要素法による解析を行うCAEソフトウェア
- Ableton Live - ループベースのミュージックシーケンサ
- Amarok - 音楽プレイヤ・楽曲管理ソフト
- AMESim
- ArcGIS - GISプラットフォーム
- Autodesk Maya - プロフェッショナル用の3Dモデラ。バージョン8.5より、Maya Embedded Language (MEL) の代わりにPythonを使用できる
- Autodesk Softimage (前 Softimage|XSI)
- Blender - 3DCG、アニメーション、ゲーム制作環境
- Boxee - ホームシアターPCソフトウェア
- Cinema 4D (R12より)
- Paint Shop Pro - グラフィックソフトウェア
- DSHub
- EventScripts - Valve CorporationのSource Engineのプラグイン
- FontForge
- FreeCAD
- gedit - テキストエディタ
- GIMP - ビットマップ画像編集ソフトウェア
- GNAT - Ada コンパイラ。プログラミング環境GPSのスクリプティング環境としてPythonが使用できる
- Houdini - 3Dアニメーションパッケージ
- Inkscape - ベクトル画像エディタ
- Metasequoia - 3DCGモデリングソフトウェア
- MeVisLab - 医用画像処理・可視化ソフトウェア
- Microsoft Silverlight - Webブラウザ用RIA環境。Version2でIronPythonを組み込んでいる
- Modo - Luxology社の3DCG製作用ソフトウェア
- Nuke - The Foundly社の映像製作用デジタル合成ソフトウェア
- NVIDIA FX Composer - IronPythonを組み込んでいる
- ParaView - オープンソースの科学用可視化ソフトウェア
- Poser - 人間や動物のポーズ付けやアニメーション製作に特化した3DCGソフトウェア
- PyMOL - 分子ビューア
- QGIS - スクリプティングとプラグイン開発にPythonを使用している
- RenderMan - 3DCGレンダラー
- Rhinoceros 3D version 5.0[要出典]
- Rhythmbox - 音楽管理ソフトウェア
- 3DSlicer - 医用画像の可視化および解析ソフトウェア。アルゴリズムの実装、解析パイプライン、GUI作成にPythonが利用できる
- trueSpace - 3DCGソフトウェア
- SPSS - SPSSのコマンド構文でPythonを使用できるようにするSPSS Programmability Extensionが存在する
- Sublime Text - テキストエディタ
- Vim
- VisIt
- Web - ウェブブラウザ
- WebSphere Application Server - IBMのWebアプリケーションサーバ。Jythonを組み込んでいる
- WeeChat - 端末用IRCクライアント
- ビデオ - GNOMEデスクトップ環境用の動画プレーヤ

## 商用利用
- CCP hf - MMOゲーム EVE ONLINE においてStackless Pythonをサーバ/クライアント双方で使用している。[2]
- Google - Google Groups, Gmail, Google Mapsのバックエンドで各種のタスクを遂行するために使用している
- NASA[3]
- reddit - 元はCommon Lispで書かれていたが、2005年にPythonで書き直された[4]
- RenderMan - Pixer社の3DCGレンダラー
- Yahoo! Groups - ディスカッショングループを管理するためにPythonを使っている[要出典]
- YouTube -「メンテナンスが容易な機能を最小の開発者で迅速に作る」ためにPythonを使っている[5]